# Platygaster komugi
Platygaster komugi är en stekelart som beskrevs av Ishii 1953. Platygaster komugi ingår i släktet Platygaster och familjen gallmyggesteklar. Inga underarter finns listade i Catalogue of Life.